# Taina Elg

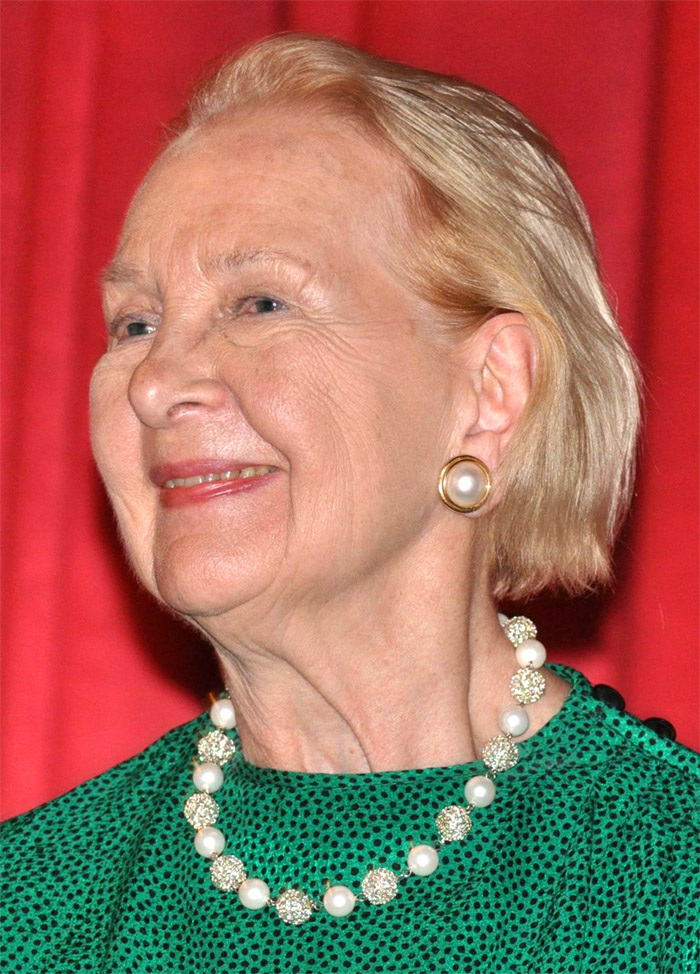
Taina Elg auf dem finnischen Midnight Sun Film Festival in Sodankylä (2012)

Taina Elisabeth Elg (* 9. März 1930 in Impilahti; † 15. Mai 2025 in Helsinki) war eine finnisch-US-amerikanische Tänzerin und Schauspielerin.

## Biografie

### Ausbildung
Taina Elg wurde 1930 in Impilahti (am Nordostufer des Ladogasees) geboren und wuchs in Helsinki und Turku auf. Sie übernahm schon in ihrer Jugend sporadisch Statistenrollen in finnischen Filmen. Elg schloss 1946 ihre Ausbildung an der Ballettschule der finnischen Nationaloper (Kansallisooppera) in ihrer Heimatstadt ab und arbeitete ab 1946 an schwedischen Theatern. Ein Jahr später erhielt sie ein Stipendium der Sadler’s-Wells-Ballettschule in London, wo sie ebenfalls mit der Kompanie auftrat. Von 1949 bis 1953 war sie Mitglied des Balletts von Monte Carlo.

### Karriere in Hollywood
Im Zuge des Erfolges der Schwedin Anita Ekberg gelangte Elg 1954 durch Probeaufnahmen nach Hollywood, wo sie von der amerikanischen Produktionsfirma MGM unter Vertrag genommen wurde. Ihr Filmdebüt feierte sie 1955 mit einer Nebenrolle in Richard Thorpes Historienfilm Tempel der Versuchung an der Seite von Lana Turner, woraufhin sie die MGM in weiteren Filmproduktionen einsetzte. 1956 folgte eine weitere Nebenrolle in dem Lana-Turner-Vehikel Diane – Kurtisane von Frankreich. Im selben Jahr erhielt Elg erstes Lob für den Part der nüchternen Elsa in Curtis Bernhardts Gaby. In dem Remake von Robert E. Sherwoods populären Broadway-Hit Waterloo Bridge war Leslie Caron ihre Filmpartnerin und Titelheldin, die sich als katholische Balletttänzerin im London der Kriegsjahre ihrem Geliebten verweigert.

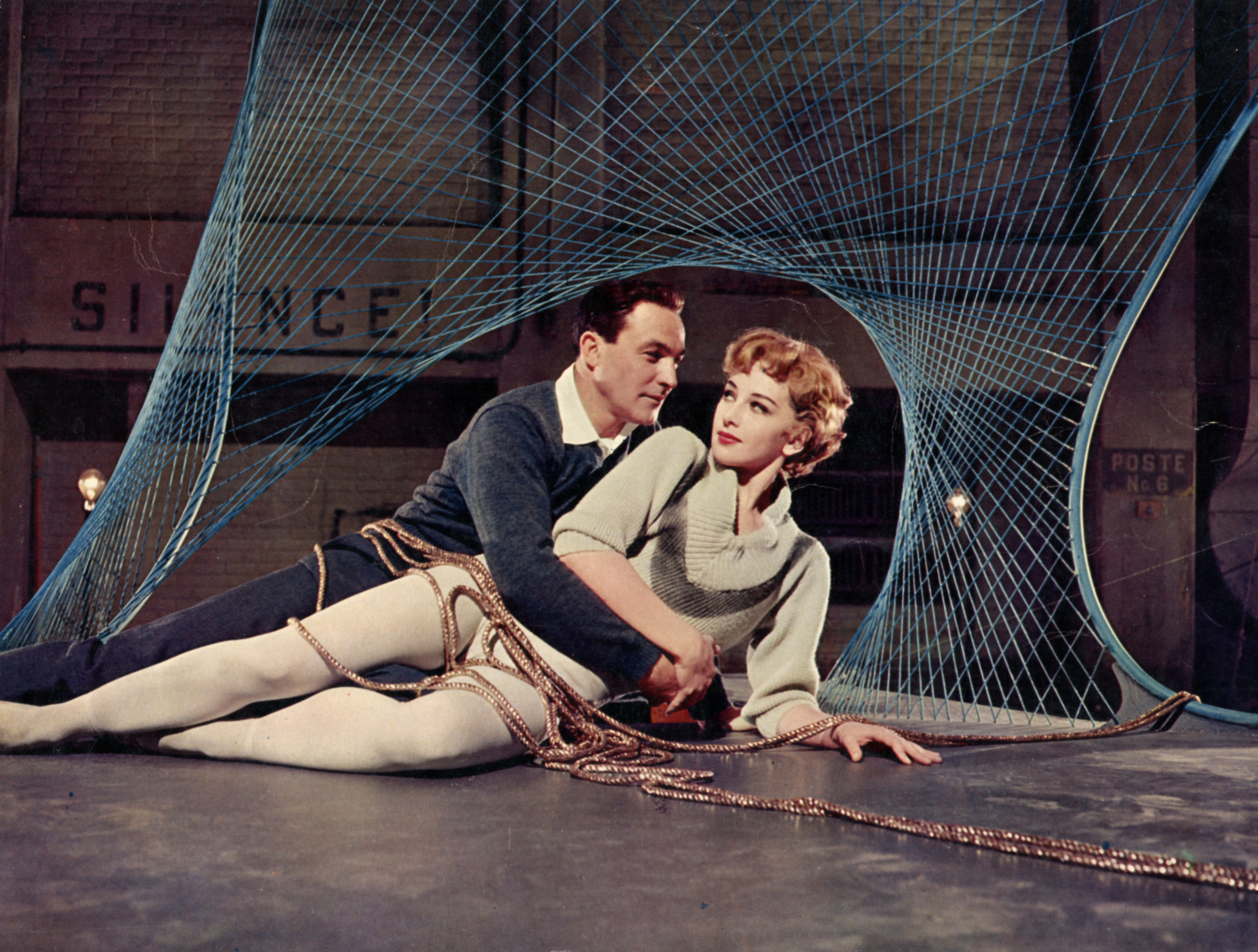
Gene Kelly und Taina Elg in Les Girls, 1957

Der Durchbruch als Filmschauspielerin stellte sich 1957 in Elgs vierten Film für die MGM ein, in dem sie ihre Erfahrung als Tänzerin ausspielen konnte. In George Cukors Musical Die Girls, mit dem sie ein Leben lang befreundet bleiben sollte, gab sie gemeinsam mit Kay Kendall und Mitzi Gaynor drei Tänzerinnen ein Gesicht, die sich in einem Verleumdungsprozess um ihre Vergangenheit mit dem Chef einer Revuetruppe (gespielt von Gene Kelly) streiten. Den Part der flatterhaften Französin Angèle, die sich in die Ehe mit einem braven französischen Baron flüchtet, lobte der Filmkritiker Bosley Crowther in der New York Times als „brillant komisch“ und ein Jahr später erhielt die Finnin gemeinsam mit ihrer Filmkollegin Kay Kendall den Golden Globe Award als Beste Hauptdarstellerin in einer Komödie oder Musical. Bereits ein Jahr zuvor hatte die Hollywood Foreign Press Association Elg mit dem Preis für die Beste ausländische Newcomerin bedacht.
Nach Die Girls sah man Elg als französisches Bauernmädchen neben Glenn Ford und Red Buttons in George Marshalls Kriegsdrama Imitation General (1958). Obwohl die Rolle erneut Anklang bei der Kritik fand, konnte sie weder mit diesem Film noch den weiblichen Hauptrollen in Ralph Thomas’ Hitchcock-Remake Die 39 Stufen oder Kurt Neumanns Abenteuerfilm Watusi (beide 1959) an den vorangegangenen Erfolg anknüpfen. In diesen Filmen waren Kenneth More beziehungsweise George Montgomery ihre Leinwandpartner gewesen. Ende der 1950er Jahre klang Elgs Karriere in Hollywood als eine der letzten Vertragsschauspielerinnen des alten Studio-Systems aus.

### Spätere Karriere
Nach dem italienisch-französischen Historienfilm Die Bacchantinnen (1961) mit Pierre Brice trat Elg nur noch sporadisch als Filmschauspielerin in Erscheinung, so etwa 1970 als Nemesis in dem Arnold-Schwarzenegger-Film Hercules in New York. Sie widmete sich vermehrt der Fernseharbeit (Liebe, Lüge, Leidenschaft, 1980–1981; Mord ist ihr Hobby, 1987) und Auftritten im Theater. Einer ihrer größten Erfolge war die Wiederaufnahme des Musicals Where's Charley? am New Yorker Broadway (1974/75) in dem sie unter anderem neben Raúl Juliá zu sehen war. Die Rolle der Donna Lucia D'Alvadorez brachte ihr 1975 eine Nominierung für den wichtigsten amerikanischen Theaterpreis Tony Award ein. 
Weiterhin trat Elg an der Nationaloper in Helsinki in einer finnischen Version von West Side Story auf und erhielt 1996 für ihre Rolle der Fräulein Schneider in der Philadelphia-Inszenierung des Musicals Cabaret den Barrymore Award. Zuletzt ging sie im Jahr 1999 mit dem Stück Titanic in der amerikanischen Provinz auf Tournee, in dem sie als Ida Strauss zu sehen war. Für die Rolle in der Broadway-Inszenierung hatte sie zuvor dreimal erfolglos vorgesprochen. Ihren letzten Filmauftritt absolvierte sie 2006 mit einer Nebenrolle in der finnischen Komödie Kummelin jackpot von Pekka Karjalainen.

### Privatleben
Aus Taina Elg von 1953 bis 1960 währenden Ehe mit Carl-Gustav Björkenheim ging der gemeinsame Sohn Raoul Björkenheim (* 1956) hervor, selbst ein bekannter Musiker. Von 1961 an lebte Elg über viele Jahrzehnte in New York; ab 1982 war sie in zweiter Ehe bis zu dessen Tod mit dem Soziologen Rocco Caporale (1927–2008) verheiratet. Elg, die neben Finnisch, Schwedisch und Englisch auch fließend Französisch, Italienisch und Deutsch sprach, begeisterte sich in der Vergangenheit für das Schwimmen, Tennis und Skifahren und ist mittlerweile amerikanische Staatsbürgerin.
1991 veröffentlichte sie in Finnland eine Biografie ihrer Kindheitserinnerungen unter dem Titel Varpailla maailmalle. 2003 entstand unter ihrer Mitwirkung der Dokumentarfilm Starring – Taina Elg des Regisseurs Jarmo Heikkinen, der im Dezember desselben Jahres seine Premiere in Finnland feierte und die Karriere der Schauspielerin nachzeichnet. Im Juni 2004 wurden Elgs Verdienste als Schauspielerin durch die finnische Staatspräsidentin Tarja Halonen mit dem Orden des Löwen von Finnland (1. Klasse) geehrt.
Nach Caporales Tod 2008 zog Elg nach Finnland zurück. Sie starb 2025 kurz nach ihrem 95. Geburtstag, in Helsinki.

## Filmografie (Auswahl)
- 1955: Tempel der Versuchung (The Prodigal)
- 1956: Diane – Kurtisane von Frankreich (Diane)
- 1956: Gaby
- 1957: Die Girls (Les Girls)
- 1958: Imitation General
- 1959: Die 39 Stufen (The 39 Steps)
- 1959: Feind im Rücken (Mission of Danger)
- 1959: Watusi
- 1961: Die Bacchantinnen (Le Baccanti)
- 1970: Hercules in New York
- 1980–1981: Liebe, Lüge, Leidenschaft (One Life to Live, Fernsehserie)
- 1987: Mord ist ihr Hobby (Murder, She Wrote, Fernsehserie; Episode: A Fashionable Way to Die)
- 1991: Todestraum – Der letzte Zeuge schweigt (Liebestraum)
- 1996: Liebe hat zwei Gesichter (The Mirror Has Two Faces)
- 2006: Kummelin jackpot

## Theaterstücke (Auswahl)
- 1970: Look to the Lilies
- 1973: Onkel Wanja
- 1974–1975: Where's Charley?
- 1979: The Utter Glory of Morrissey Hall
- 1979–1980: Strider
- 1982–1984: Nine
- 1996: Cabaret
- 1999: Titanic

## Auszeichnungen
- 1957: Golden Globe Award (Beste ausländische Nachwuchsdarstellerin)
- 1958: Golden Globe Award für Die Girls (Beste Hauptdarstellerin – Komödie/Musical)
- 1958: 6. Platz bei den Laurel Awards für Die Girls (Beste Nachwuchsdarstellerin)
- 1975: Tony-Nominierung für Where’s Charley? (Beste Nebendarstellerin in einem Musical)